# Вилем-Александър Нидерландски
Вилем-Александър Нидерландски (на нидерландски: Willem-Alexander der Nederlanden), пълно име Вилем-Александър Клаус Георг Фердинанд (на нидерландски: Willem-Alexander Claus George Ferdinand) е крал на Нидерландия, най-голям син на кралица Беатрикс Нидерландска и принц Клаус ван Амсберг.

## Ранни години
Роден е в Утрехт на 27 април 1967 г., преди майка му да заеме нидерландския престол. Официално става наследник на нидерландската корона с титла Негово Кралско Височество Принц Орански (Zijne Koninklijke Hoogheid de Prins van Oranje) на 30 април 1980 г., когато майка му се възцарява на нидерландския престол.
Принцът завършва протестантско училище в Хага, колеж в Уелс и е дипломант по история на Лайденския университет. Интересува се от управление на водните ресурси – член е на Световната комисия по водата за 21 век и е патрон на Комитета по световно водно сътрудничество към Световната банка, ООН и Шведското външно министерство. На 12 декември 2006 г. е назначен за председател на Секретариата на Главния консултативен съвет по въпросите на водата към ООН.

## Задължения като принц
Принц Вилем-Александър е член на Държавния съвет на Нидерландия, председателстван от кралица Беатрикс. Той е бригаден генерал в Нидерландските сухопътни сили и старши капитан в Нидерландските военноморски и военновъздушни сили. Председател е на Нидерландския олимпийски комитет и е член на Международния олимпийски комитет.
В телевизионно обръщение към нацията кралицата заявява, че абдикира от престола в полза на своя най-голям син и престолонаследник Вилем-Александър Орански. Официалната церемония е на 30 април 2013 г. – Деня на кралицата (рождения ден на нейната майка и предишна кралица), който се преименува на Ден на краля.

## Семейство
На 2 февруари 2002 г. принц Вилем-Александър се жени за Максима Серути – аржентинка с испано-италиански произход. Двамата имат 3 деца:
- принцеса Катерина-Амалия (р. 7 декември 2003)
- принцеса Алексия (р. 26 юни 2005)
- принцеса Ариана (р. 10 април 2007)

## Увлечения
Вилем-Александър е запален пилот и редовно пилотира кралския реактивен самолет, а също чартърни пътнически полети на авиокомпанията KLM като втори пилот. Планира да изкара курс по преподготовка за управление на по-голям авиолайнер – Boeing 737.
От 1986 до 1992 г. той непрекъснато участва в Нюйоркския маратон. Участвал е също така в 200-километровия кънки маратон „Elfstedentocht“ през единадесет града на провинция Фризия.